# Marco Papio Mutilo
Marco Papio Mutilo (en latín Marcus Papius Mutilus) fue un senador romano de finales del siglo I a. C. y comienzos del siglo I, que desarrolló su cursus honorum bajo los imperios de Augusto y Tiberio.

## Familia
Era descendiente de Cayo Papio Mutilo, uno de los líderes samnitas durante la guerra Social de 91 a. C. a 88 a. C.. 

## Carrera política
Su único cargo conocido es el de consul suffectus en 9, por voluntad de Augusto, quien le utilizó junto con su colega Quinto Popeo Segundo para promulgar la Lex Papia-Poppaea, que completaba la legislación matrimonial augústea, concediendo privilegios importantes a los senadores casados, especialmente si tenían al menos tres hijos, y perjudicando a los solteros, aunque los promotores de esta ley eran ambos solteros.
En 16, bajo Tiberio, participó en la condena a muerte del senador Marco Escribonio Libón Druso, acusado ce conspirar contra Tiberio, proponiendo sacrificios de acción de gracias a varias divinidades del Panteón romano. Debió fallecer poco después.